# 알카이오스 (미노아인)
알카이오스(Alcaeus)는 그리스 신화에 나오는 크레타 왕 미노스의 아들 안드로게오스의 아들이다. 안드로게오스는 파로스섬의 왕이 되었는데, 헤라클레스가 아마존 여왕 히폴리테의 허리띠를 구하러 가는 길에 이 섬에 들렀다. 섬 사람들이 헤라클레스 일행을 죽이자, 헤라클레스는 섬을 공격하여 알카이오스와 스테넬로스를 인질로 잡은 뒤 아마존까지 데리고 갔다. 헤라클레스는 아마존에서 돌아오는 길에 타소스섬을 정복하고 알카이오스와 스테넬로스 형제에게 다스리게 하였다.